# Laëtitia Le Corguillé
Laëtitia Le Corguillé (* 29. Juli 1986 in Saint-Brieuc) ist eine ehemalige französische Radrennfahrerin, die im BMX-Racing aktiv war.

## Werdegang
Le Corguillé ist eine der erfolgreichsten BMX-Fahrerinnen Anfang der 2000er Jahre. In den ersten Jahren ihrer Karriere war sie mit einem 24-Zoll-Rad (Cruiser) erfolgreich und wurde Weltmeisterin und Französische Meisterin. Im Verlauf ihrer Karriere wechselte sie auf das olympische 20-Zoll-Rad und wurde mehrfache Europameisterin, nationale Meisterin und Weltcup-Gesamtsiegerin im BMX-Race.
Le Corguillé War Teilnehmerin an den Olympischen Sommerspielen 2008 in Peking und 2012 in London, im BMX-Rennen der Frauen gewann sie 2008 die Silbermedaille, 2012 wurde sie Vierte.

## Erfolge
| 2004 - Weltmeisterschaften (Junioren) – Race - Europameisterin (Junioren) – Race - Französische Meisterin – Cruiser 2005 - Weltmeisterschaften – Race - Europameisterin – Race - Französische Meisterin – Cruiser 2006 - Weltmeisterin – Cruiser - Europameisterin – Race - Französische Meisterin – Race 2007 - ein Erfolg und Gesamtwertung UCI-BMX-World-Cup | 2008 - Olympische Spiele - Europameisterin – Race - Französische Meisterin – Race - ein Erfolg UCI-BMX-World-Cup 2009 - Französische Meisterin – Race - zwei Erfolge und Gesamtwertung UCI-BMX-World-Cup 2010 - Französische Meisterin – Race - drei Erfolge und Gesamtwertung UCI-BMX-World-Cup |